# Рабенштайн (Флеминг)
Рабенштайн (нем. Rabenstein/Fläming) — община в Германии, в земле Бранденбург.
Входит в состав района Потсдам-Миттельмарк. Подчиняется управлению Нимег. Население составляет 856 человек (на 31 декабря 2010 года). Занимает площадь 78,90 км².
| Год  | Население |
| ---- | --------- |
| 2005 | 953       |
| 2010 | 870       |

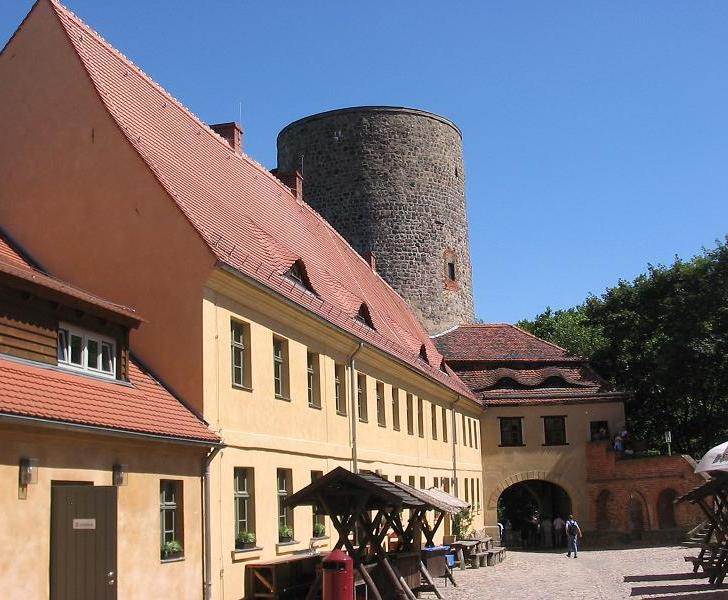
Замок Рабенштайн
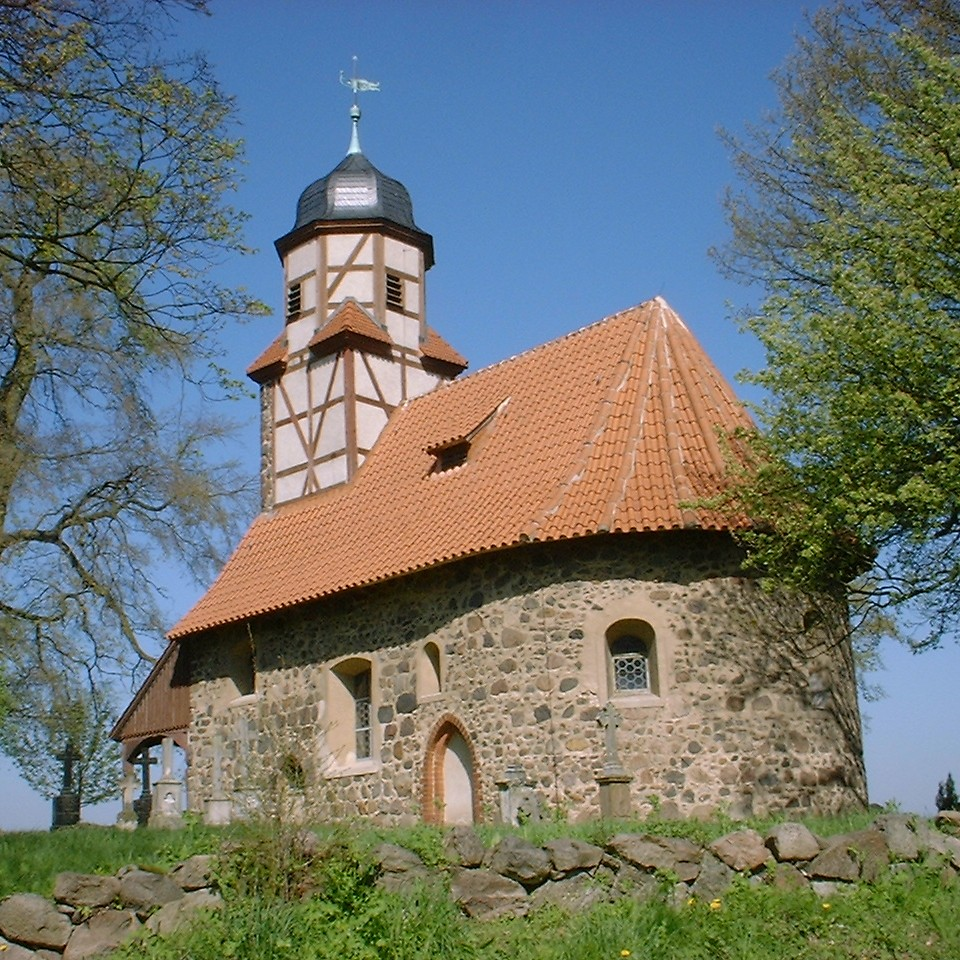
Кирха в Циксдорфе